# Filmographie de Franco et Ciccio

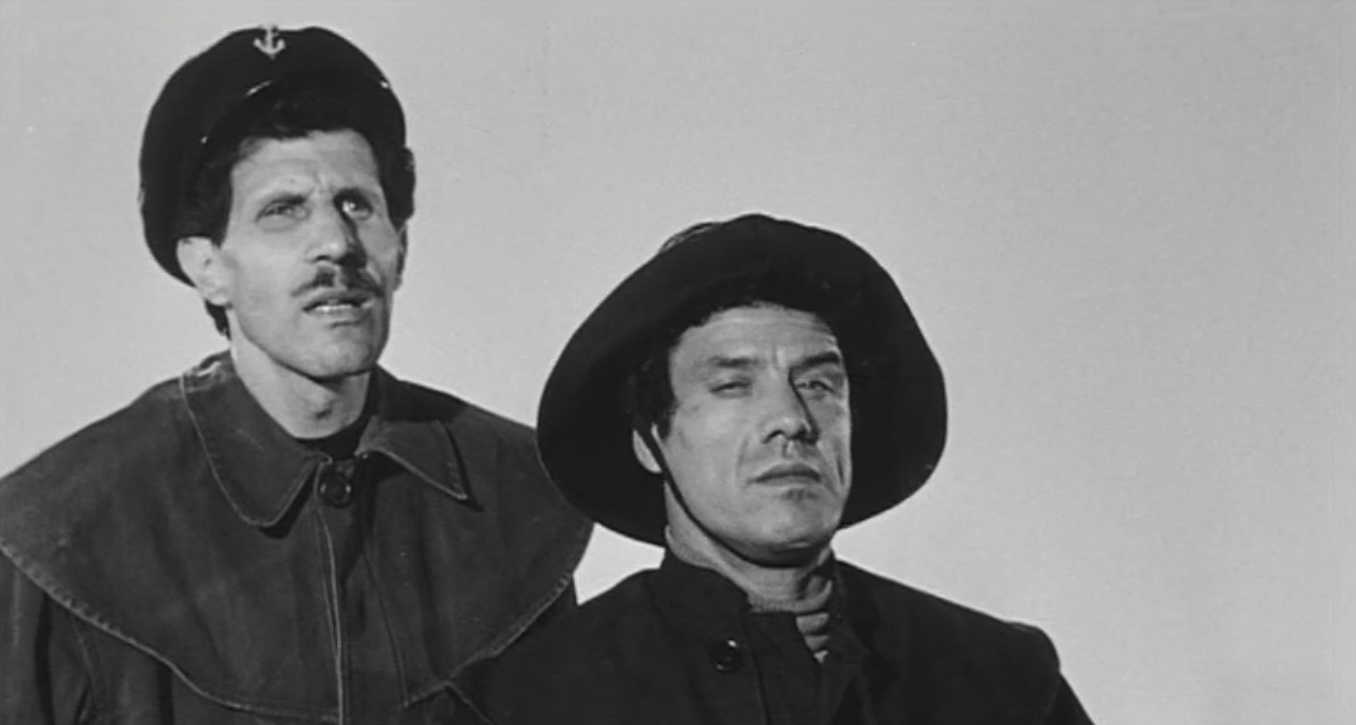
Franco et Ciccio en 1964 dans Cadavere per signora de Mario Mattoli.

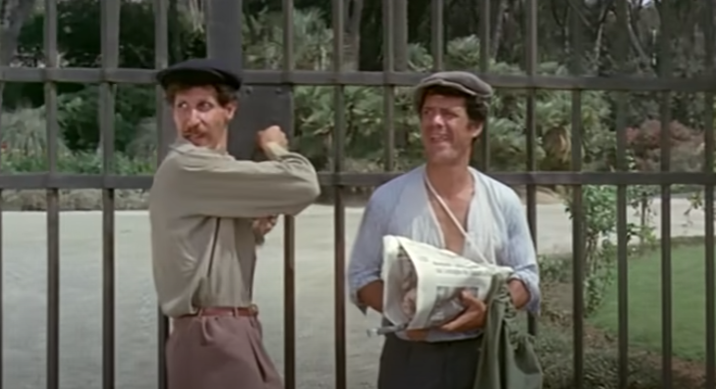
Franco et Ciccio en 1964 dans 00-2 agenti segretissimi de Lucio Fulci.

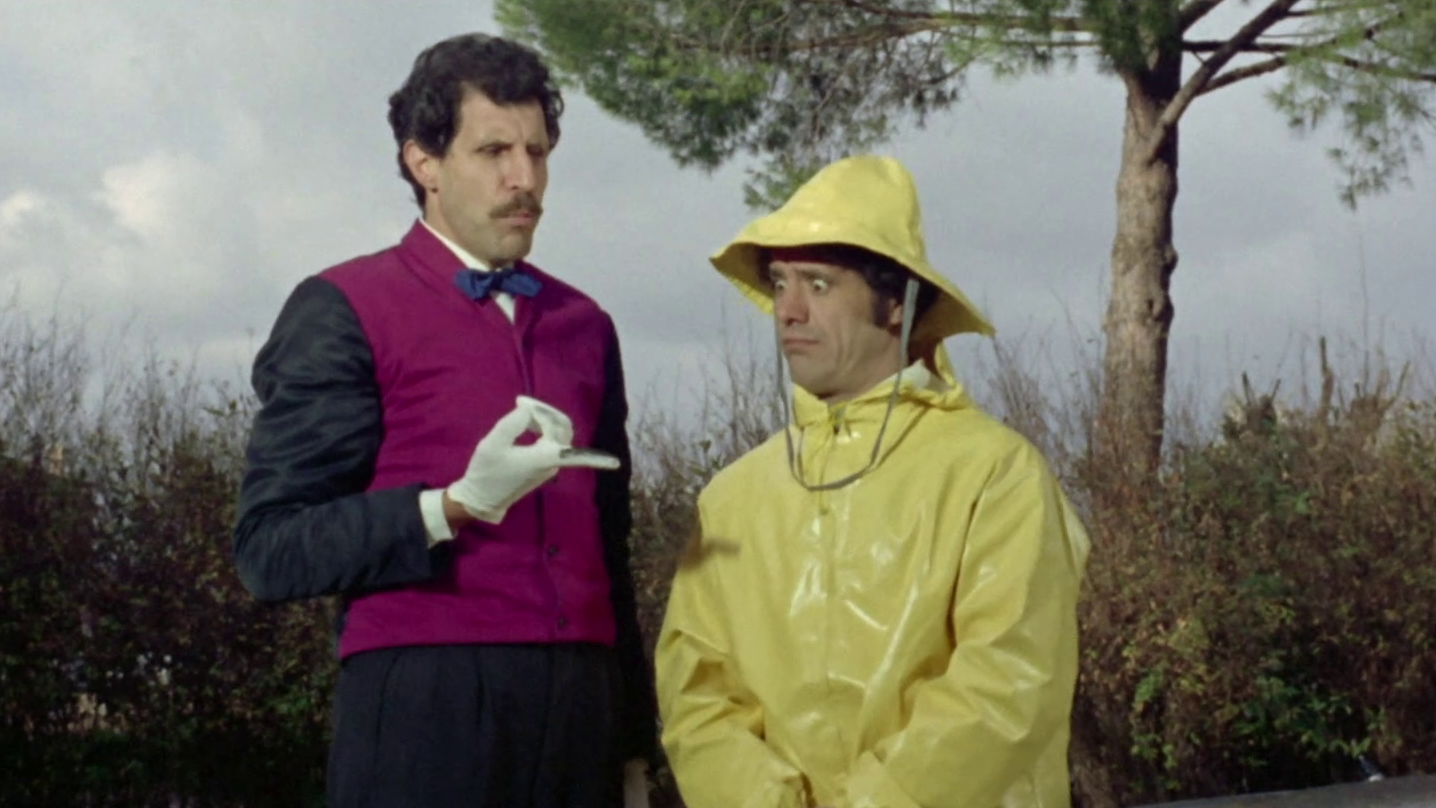
Franco et Ciccio en 1967 dans Il lungo, il corto, il gatto de Lucio Fulci.

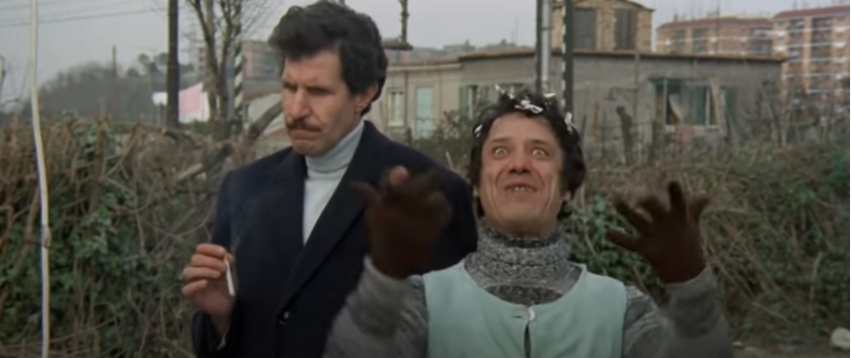
Franco et Ciccio en 1972 dans ' de Giuseppe Orlandini.

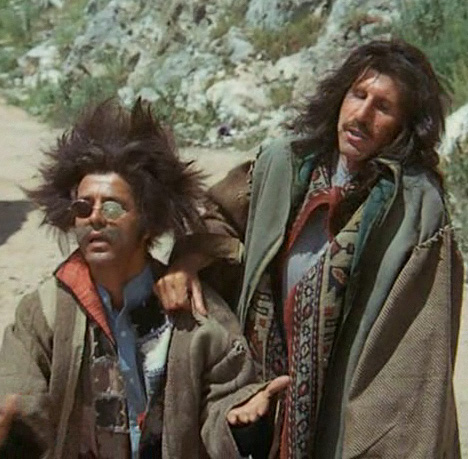
Franco et Ciccio en 1972 dans Les Aventures de Pinocchio.

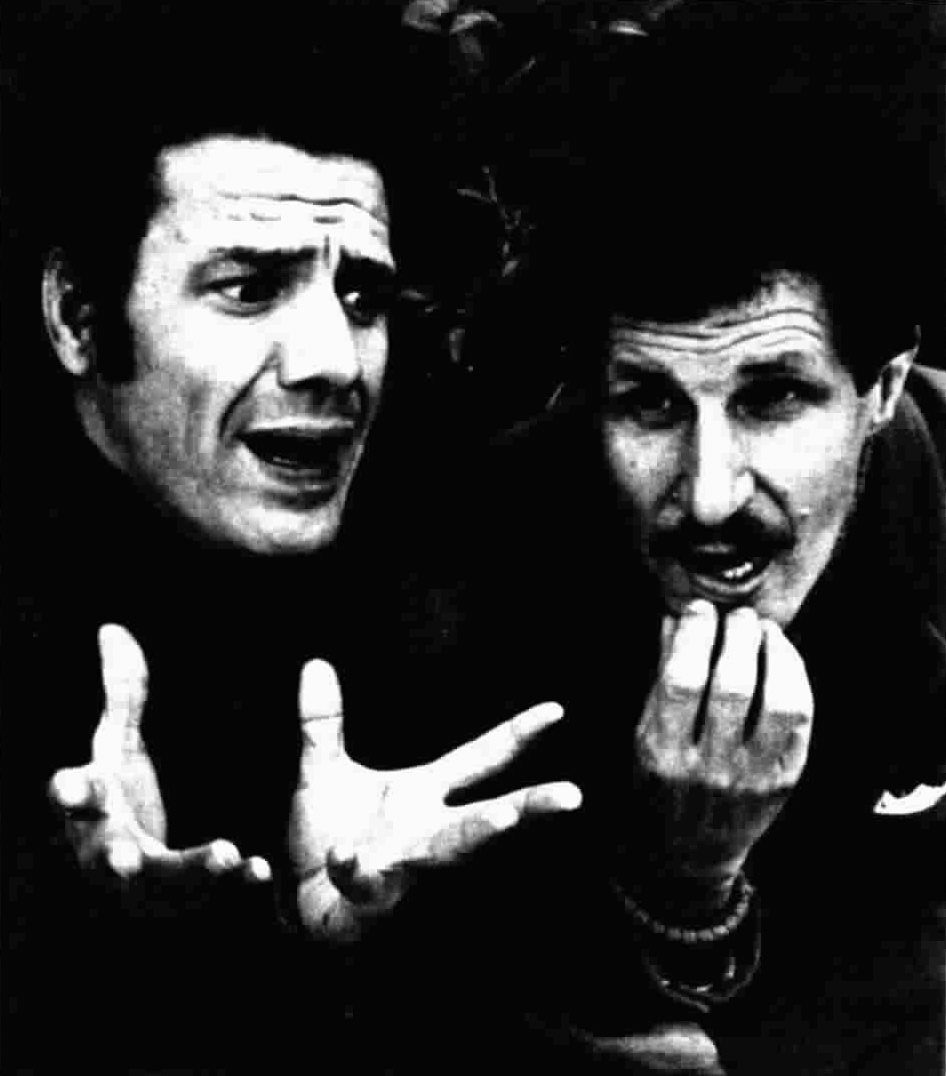
Franco et Ciccio en mars 1973.

Franco et Ciccio (en italien Franco e Ciccio) est un duo comique en Italie, formé par Franco Franchi et Ciccio Ingrassia, qui ont collaboré des années 1950 aux années 1990. Les deux acteurs ont interprété ensemble 116 films, une dizaine de pièces de théâtre, effectué de la présentation à la télévision dans diverses émissions, fait de la chanson et ont servi comme modèle pour des bandes dessinées.

## Filmographie
- 1 Je cherche une maman (Appuntamento a Ischia) de Mario Mattoli (26/9/1960)
- 2 L'onorata società (it) de Riccardo Pazzaglia (30/3/1961)
- 3 5 marines per 100 ragazze de Mario Mattoli (10/8/1961)
- 4 Deux Corniauds contre Hercule (Maciste contro Ercole nella valle dei guai) de Mario Mattoli (19/10/1961)
- 5 Le Jugement dernier (Il giudizio universale) de Vittorio De Sica (26/10/1961)
- 6 Pugni, pupe e marinai de Daniele D'Anza (17/11/1961)
- 7 Gerarchi si muore de Giorgio Simonelli (22/12/1961)
- 8 Mon ami Benito (Il mio amico Benito) de Giorgio Bianchi (3/3/1962)
- 9 Les Trois Ennemis (I tre nemici) de Giorgio Simonelli (23/6/1962)
- 10 Deux de la légion (I due della legione) de Lucio Fulci (16/8/1962)
- 11 Deux Samouraïs et cent geishas (Due samurai per cento geishe) de Giorgio Simonelli (7/9/1962)
- 12 Les Faux Jetons (Le massaggiatrici) de Lucio Fulci (20/9/1962)
- 13 Un beau châssis (I motorizzati) de Camillo Mastrocinque (29/11/1962)
- 14 Vino, whisky e acqua salata (it) de Mario Amendola (1963)
- 15 Avventura al motel de Renato Polselli (9/2/1963)
- 16 Le Jour le plus court (Il giorno più corto) de Sergio Corbucci (14/2/1963)
- 17 La donna degli altri è sempre più bella de Marino Girolami (15/3/1963)
- 18 Objectif jupons (Obiettivo ragazze) de Mario Mattoli (5/8/1963)
- 19 Tutto è musica de Domenico Modugno (18/8/1963)
- 20 Les filous font la loi (Gli imbroglioni) de Lucio Fulci (25/9/1963)
- 21 La Violence du désir (Scandali nudi) de Enzo Di Gianni (14/12/1963)
- 22 Deux Corniauds contre Cosa Nostra (I due mafiosi) de Giorgio Simonelli (15/1/1964)
- 23 Due mattacchioni al Moulin Rouge de Giuseppe Vari (17/1/1964)
- 24 Le tardone (it) de Marino Girolami (29/1/1964)
- 25 Les Martiens ont douze mains (I marziani hanno 12 mani) de Castellano e Pipolo (21/6/1964)
- 26 Les Maniaques (I maniaci) de Lucio Fulci (28/3/1964)
- 27 Ces femmes folles, folles, folles (it) (Queste pazze, pazze donne) de Marino Girolami (22/5/1964)
- 28 Chansons, Fanfarons et Jeunes Poupées (Canzoni, bulli e pupe) de Carlo Infascelli (29/5/1964)
- 29 Deux Corniauds au Far West (Due mafiosi nel Far West) de Giorgio Simonelli (30/6/1964)
- 30 L'Amour primitif (L'amore primitivo) de Luigi Scattini (17/7/1964)
- 31 Le sette vipere (Il marito latino) (it) de Renato Polselli (11/8/1964)
- 32 Les Deux Évadés de Sing-Sing (I due evasi di Sing Sing) de Lucio Fulci (22/8/1964)
- 33 Cadavere per signora de Mario Mattoli (11/9/1964)
- 34 L'Amour facile (Amore facile) de Gianni Puccini (3/10/1964)
- 35 002 Agents secrets (00-2 agenti segretissimi) de Lucio Fulci (10/10/1964)
- 36 Deux Corniauds en chasse (Sedotti e bidonati) de Giorgio Bianchi (14/10/1964)
- 37 Les Deux Toréadors (I due toreri) de Giorgio Simonelli (3/12/1964)
- 38 Un monstre et demi (Un mostro e mezzo) de Steno (18/12/1964)
- 39 Vénus au soleil (it) (Veneri al sole) de Marino Girolami (24/12/1964)
- 40 Deux Dangers publics (I due pericoli pubblici) de Lucio Fulci (31/12/1964)
- 41 Soldati e caporali (it) de Mario Amendola (31/12/1964)
- 42 Meurtre à l'italienne (Io uccido, tu uccidi) de Gianni Puccini (25/3/1965)
- 43 Casanova à l'italienne (Letti sbagliati) de Steno (6/4/1965)
- 44 Deux Pistoleros au Far West (Per un pugno nell'occhio) de Michele Lupo (14/4/1965)
- 45 Deux Lurons sur la barricade (I figli del leopardo) de Sergio Corbucci (21/4/1965)
- 46 Les Amants latins (Gli amanti latini) de Mario Costa (11/8/1965)
- 47 Les Deux Sergents du général Custer (I due sergenti del generale Custer) de Giorgio Simonelli (13/8/1965)
- 48 Le Farfelu du régiment (Come inguaiammo l'esercito) de Lucio Fulci (21/8/1965)
- 49 Veneri in collegio (it) de Marino Girolami (visa no 46283 du 15/9/1965)
- 50 Deux Mafiosi contre Goldginger (Due mafiosi contro Goldginger) de Giorgio Simonelli (15/10/1965)
- 51 002 Operazione Luna de Lucio Fulci (25/11/1965)
- 52 Deux Bidasses et le Général (Due marines e un generale) de Luigi Scattini (26/11/1965)
- 53 Les Deux Parachutistes (I due parà) de Lucio Fulci (24/12/1965)
- 54 Les Deux Filleuls du parrain (Due mafiosi contro Al Capone) de Giorgio Simonelli (4/3/1966)
- 55 Deux loufoques attaquent la Banque d'Italie (Come svaligiammo la Banca d'Italia) de Lucio Fulci (18/3/1966)
- 56 L'Espion qui venait du surgelé (Le spie vengono dal semifreddo) de Mario Bava (29/7/1966)
- 57 Les Deux Sans-culottes (I due sanculotti) de Giorgio Simonelli (13/8/1966)
- 58 Gli altri, gli altri... e noi (it) de Maurizio Arena (31/10/1966)
- 59 Les Deux Fils de Ringo (I due figli di Ringo) de Giorgio Simonelli (7/12/1966)
- 60 Comment nous avons volé la bombe atomique (Come rubammo la bomba atomica) de Lucio Fulci (3/2/1967)
- 61 Il lungo, il corto, il gatto de Lucio Fulci (3/5/1967)
- 62 I zanzaroni (it) de Ugo La Rosa (17/5/1967)
- 63 Il bello, il brutto, il cretino (it) de Giovanni Grimaldi (13/8/1967)
- 64 Due rrringos nel Texas de Marino Girolami (25/8/1967)
- 65 Stasera mi butto (it) de Ettore Maria Fizzarotti (27/10/1967)
- 66 Les Deux Flics (I due vigili) de Giuseppe Orlandini (13/12/1967)
- 67 Deux Corniauds en folie (I barbieri di Sicilia) de Marcello Ciorciolini (21/12/1967)
- 68 Nel sole de Aldo Grimaldi (22/12/1967)
- 69 Brutti di notte (it) de Giovanni Grimaldi (14/3/1968)
- 70 L'oro del mondo de Aldo Grimaldi (27/3/1968)
- 71 Caprice à l'italienne (Capriccio all'italiana) (segment Che cosa sono le nuvole?) de Mauro Bolognini, Mario Monicelli, Pier Paolo Pasolini, Steno, Pino Zac et Franco Rossi (13/4/1968)
- 72 Franco, Ciccio et les Veuves joyeuses (Franco, Ciccio e le vedove allegre) de Marino Girolami (13/4/1968)
- 73 Les Deux Croisés (I due crociati) de Giuseppe Orlandini (7/8/1968)
- 74 Don Chisciotte e Sancio Panza (it) de Giovanni Grimaldi (24/8/1968)
- 75 Ciccio perdona... Io no! (it) de Marcello Ciorciolini (26/9/1968)
- 76 I due pompieri (it) de Bruno Corbucci (29/10/1968)
- 77 I nipoti di Zorro de Marcello Ciorciolini (12/12/1968)
- 78 I due magnifici fresconi (it) de Marino Girolami (23/12/1968)
- 79 Les Deux Députés (it) (I due deputati) de Giovanni Grimaldi (1/1/1969)
- 80 Indovina chi viene a merenda? (it) de Marcello Ciorciolini (2/4/1969)
- 81 Franco, Ciccio e il pirata Barbanera (it) de Mario Amendola (16/9/1969)
- 82 Franco e Ciccio... ladro e guardia (it) de Marcello Ciorciolini (20/11/1969)
- 83 Lisa dagli occhi blu (it) de Bruno Corbucci (23/12/1969)
- 84 Satiricosissimo de Mariano Laurenti (21/1/1970)
- 85 Nel giorno del Signore (it) de Bruno Corbucci (18/3/1970)
- 86 Franco e Ciccio sul sentiero di guerra (it) d'Aldo Grimaldi (26/3/1970)
- 87 L'Année de la contestation (Don Franco e Don Ciccio nell'anno della contestazione) de Marino Girolami (16/4/1970)
- 88 Ma chi t'ha dato la patente? (it) de Nando Cicero (28/8/1970)
- 89 I due maggiolini più matti del mondo de Giuseppe Orlandini (29/8/1970)
- 90 Principe coronato cercasi per ricca ereditiera (it) de Giovanni Grimaldi (29/8/1970)
- 91 W le donne de Aldo Grimaldi (4/9/1970)
- 92 Deux Corniauds dans la brousse (Due bianchi nell'Africa nera) de Bruno Corbucci (28/10/1970)
- 93 I due maghi del pallone de Mariano Laurenti (2/12/1970)
- 94 Il clan dei due Borsalini de Giuseppe Orlandini (18/2/1971)
- 95 Mazzabubù... Quante corna stanno quaggiù? de Mariano Laurenti (25/2/1971)
- 96 ...Scusi, ma lei le paga le tasse? (it) de Mino Guerrini (11/3/1971)
- 97 Ma che musica maestro (it) de Mariano Laurenti (1971)
- 98 Faut qu'ça gaze ! (I due della F. 1 alla corsa più pazza, pazza del mondo) de Osvaldo Civirani (12/8/1971)
- 99 Venga a fare il soldato da noi (it) de Ettore Maria Fizzarotti (12/8/1971)
- 100 Riuscirà l'avvocato Franco Benenato a sconfiggere il suo acerrimo nemico il pretore Ciccio De Ingras? de Mino Guerrini (19/8/1971)
- 101 Deux Corniauds au régiment (Armiamoci e partite!) de Nando Cicero (3/9/1971)
- 102 I due pezzi da 90 de Osvaldo Civirani (28/10/1971)
- 103 I due assi del guantone de Mariano Laurenti (2/12/1971)
- 104 Continuavano a chiamarli i due piloti più matti del mondo de Mariano Laurenti (8/3/1972)
- 105 Continuavano a chiamarli... er più e er meno (it) de Giuseppe Orlandini (24/3/1972)
- 106 Les Deux Fils de Trinita (I due figli dei Trinità) de Osvaldo Civirani (26/7/1972)
- 107 Deux Cinglés à Amsterdam (it) (I due gattoni a nove code... e mezza ad Amsterdam) de Osvaldo Civirani (31/7/1972)
- 108 Storia di fifa e di coltello - Er seguito der Più (it) de Mario Amendola (14/8/1972)
- 109 Paolo il freddo (it) de Ciccio Ingrassia (11/4/1974)
- 110 Farfallon (it) de Riccardo Pazzaglia (12/8/1974)
- 111 Crema, cioccolata e... paprika (it) de Michele Massimo Tarantini (15/8/1981)
- 112 Kaos (segment La giara) de Paolo Taviani et Vittorio Taviani (23/11/1984)

### Documentaires etfilms de montage
- American Secret Service, film de montage d'Enzo Di Gianni combinant Parlez-moi d'amour et La Violence du désir (4/5/1968)
- 2004 : Come inguaiammo il cinema italiano: La vera storia di Franco e Ciccio de Ciprì et Maresco